# Citroën Saxo
 (mars 2023).
Si vous disposez d'ouvrages ou d'articles de référence ou si vous connaissez des sites web de qualité traitant du thème abordé ici, merci de compléter l'article en donnant les références utiles à sa vérifiabilité et en les liant à la section « Notes et références ».
La Citroën Saxo est un modèle d'automobile du segment B produit par le constructeur automobile français Citroën de 1996 à 2003. Elle est programmée pour prendre la relève de la Citroën AX produite de 1986 à 1999.
Elle a été produite sur le site d'Aulnay-sous-Bois (Seine-Saint-Denis) et dans l'usine située à Mangualde au Portugal en version 3 et 5 portes.
Au Japon, elle était commercialisée sous le nom Citroën Chanson de 1997 à 1999, avant d'adopter l'appellation Saxo comme dans le reste du monde.

## Historique

### Phase 1 (1996 — 1998)

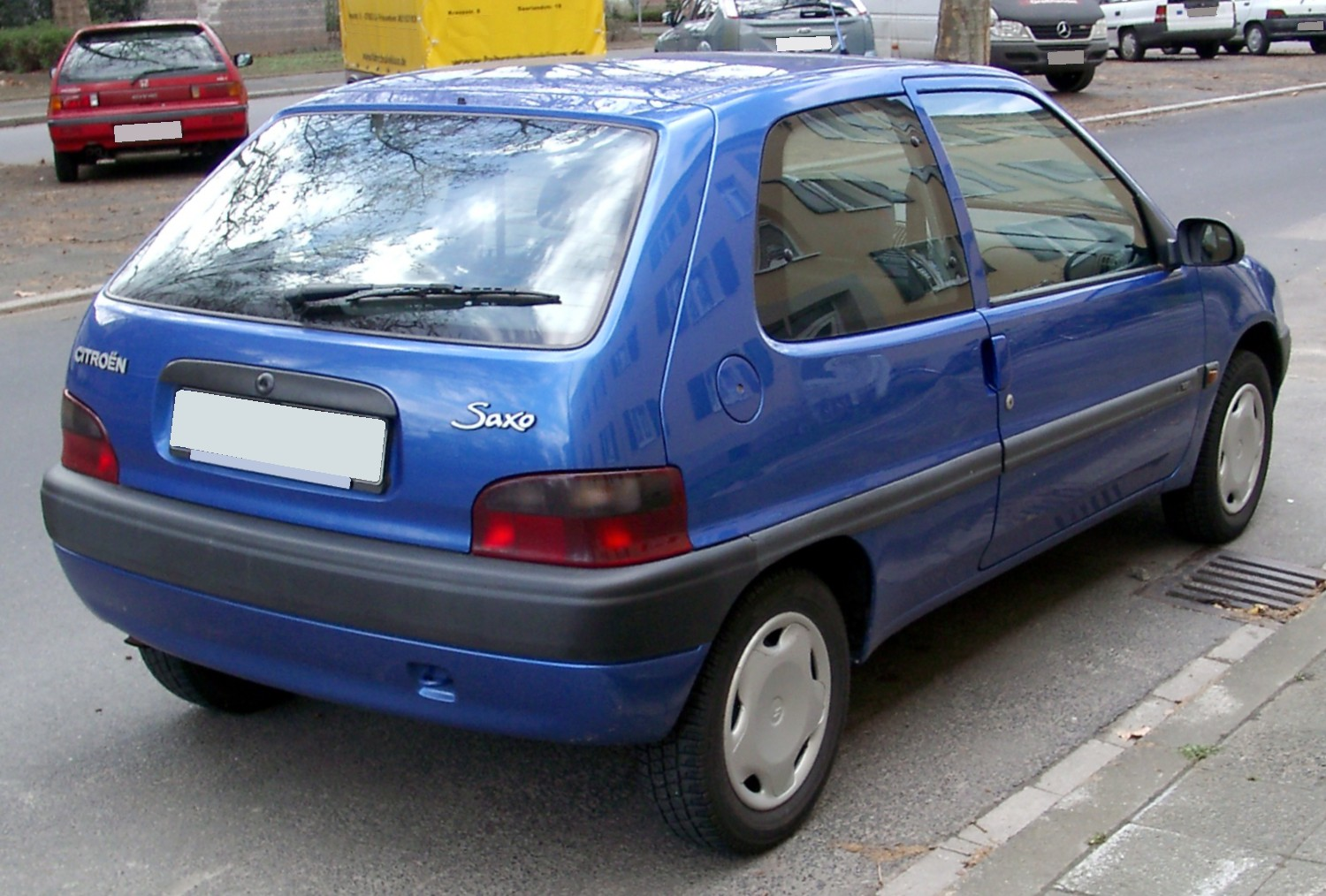
Citroën Saxo Phase I 3 portes

La Saxo, dessinée par Donato Coco, est majoritairement une Peugeot 106 recarrossée, puisqu'elle en partage l'ensemble des éléments techniques dans une logique de réduction des coûts de production. Elle se différencie de la 106 par des boucliers, capot, ailes AV, phares, feux AR et hayon différents. Les premiers exemplaires sont mis en circulation en février 1996 et elle ne sera alors disponible qu'en 3 portes. Il faudra attendre le mois de mai pour voir apparaître les premières Saxo équipées d'un diesel 1500 puis la Saxo VTR équipée du 1.6 8S de 90 ch.
En juillet 1996 (millésime 97), les modèles 5 portes apparaissent et la version VTS à caractère sportif, équipée d'un moteur 1,6 litre 16 soupapes de 120 ch fait son apparition.

### Phase 2 (1997 — 1999)
En décembre 1997 (millésime 98), la Saxo est légèrement restylée : nouvelle calandre, plus avenante[C'est-à-dire ?], modification de l'apparence des feux arrière, la partie supérieure devenant blanche au lieu de grise. La version "Exclusive", le haut de gamme chez Citroën, est ajoutée. Ce restylage permet de mieux différencier la Saxo de la Peugeot 106.
En 1998, Citroën, en partenariat avec la célèbre enseigne Bic (fabricant de stylos à bille et de briquets) sort en France, en Belgique et aux Pays-Bas une série spéciale Bic à la teinte orange exclusive reprise de la charte graphique de cette enseigne (les clés sont données avec un briquet et un porte-clés Bic). Cette série spéciale devient ensuite un niveau de finition permanent.

### Phase 3 (1999 — 2003)
En septembre 1999 (millésime 2000) interviennent les modifications qui vont changer radicalement l'avant de la Saxo. Les anciens projecteurs rectangulaires qui rappelaient ceux de l'AX sont abandonnés au profit de nouveaux en forme d'amande, que l'on redécouvrira quelques mois plus tard avec une dimension différente sur la Xsara phase 2. Le capot intègre désormais deux nervures longitudinales ainsi qu'une nouvelle calandre. Les ailes sont modifiées en conséquence. La partie inférieure des feux arrière adopte un rouge plus clair.
La version diesel est dotée d'un moteur 1.5 de 58 ch qui consomme peu pour l'époque 5 L/100 km en moyenne.
Une version de base essence 1.0 de 50 ch jusqu'en 2000 est aussi au catalogue. Très dépouillée (pas de moquette, allume-cigare, vitres teintées et vitres arrière entrouvrables sur 3 portes), elle est moins homogène que les autres modèles de la gamme équipés des moteurs 1.1, 1.4 et 1.6.
La version sportive (VTS 16S) développe une puissance de 120 ch. Il existe plus exactement une finition typée sportive nommée VTS, cette version étant disponible en 3 motorisations essence :
- 1.4 8 soupapes de 75 ch ;
- 1.6 8 soupapes de 90 ch passé à 100 ch à partir du 1er janvier 2001 ;
- 1.6 16 soupapes de 120 ch ;
- et une motorisation diesel réservée au marché belge ;
- 1.5D 58 ch.

La 1.1i existe, en option (1 500 €), en motorisation bicarburation essence-GPL. Quant à la boite automatique, elle est proposée en option d'abord sur les versions VSX 1.6 8 soupapes puis en option sur les versions 1.4.
En 2000, l'usine de Mangualde cesse de fabriquer la Saxo. L'ensemble de la production est dès lors assuré par le site d'Aulnay-sous-Bois (lequel, comme le site de Mangualde, fabriquait la Saxo depuis 1996).
En 2001, Citroën propose sur le marché néerlandais une série spéciale Saxo Asics Summer Edition en partenariat avec l'entreprise éponyme d'équipement sportif.
Puis 2002 voit l'apparition de celle qui sonnera le glas de la Saxo : la citadine C3, suivie l'année suivante par la C2.
En juin 2003 la fabrication de la Saxo est arrêtée et la voiture est vendue jusqu'à épuisement des stocks.

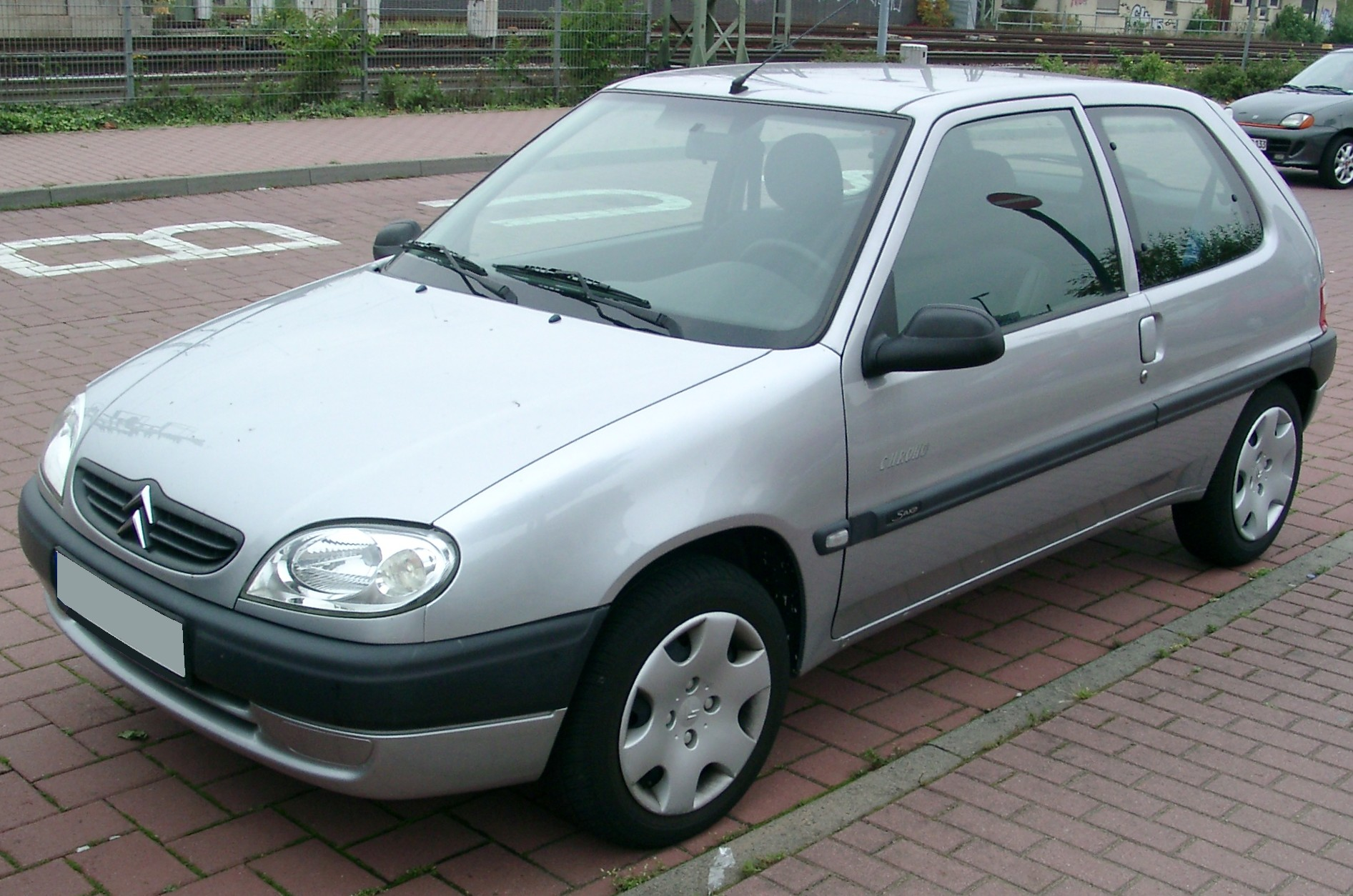
Citroën Saxo Phase 2 3 portes.
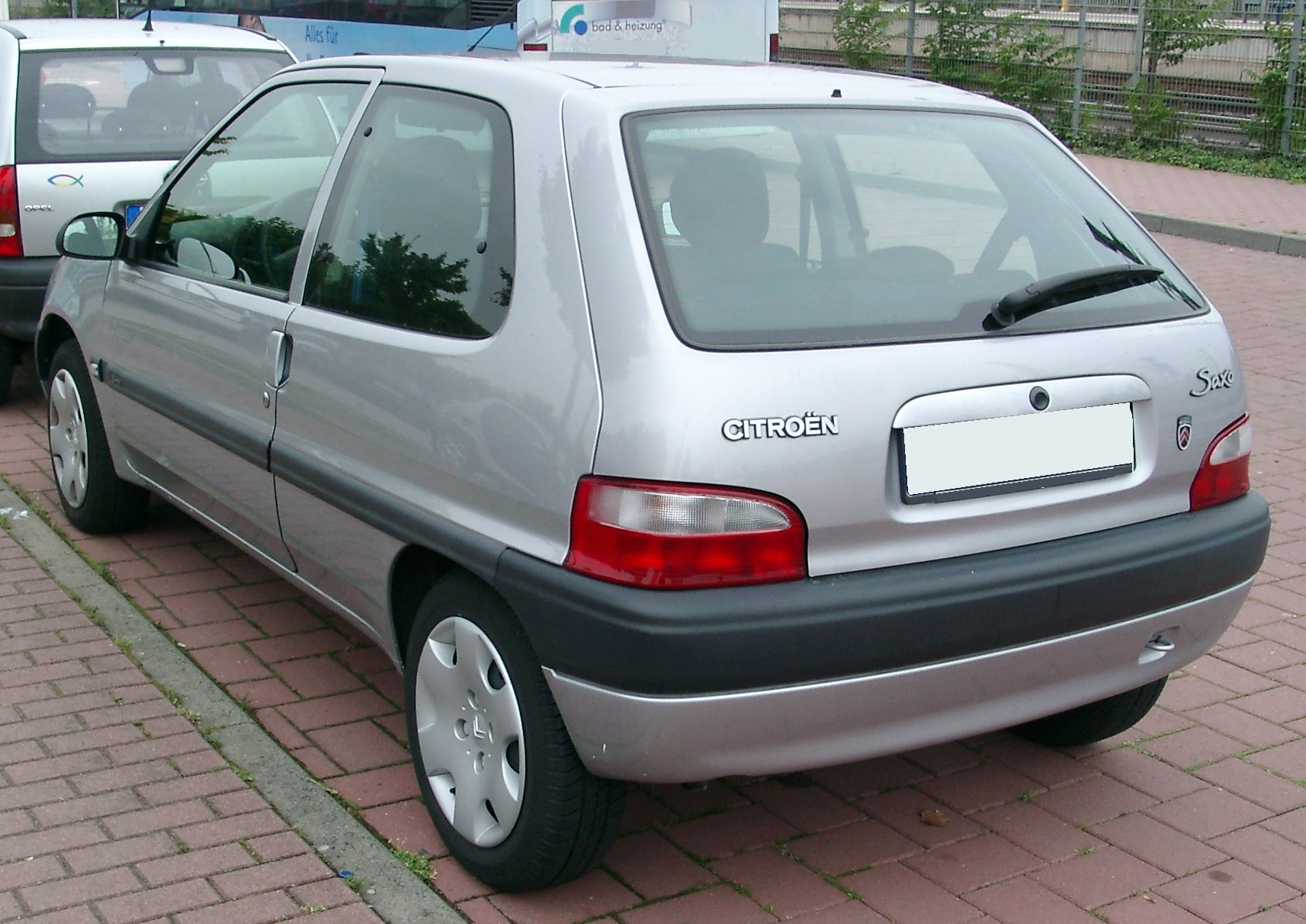
Citroën Saxo Phase 2 3 portes.

## Caractéristiques

### Motorisations
| Modèle                                | Construction | Moteur               | Cylindrée         | Puissance                     | Couple                 | 0 à 100 km/h | Vitesse maximale | Consommation et émissions de CO2 |
| ------------------------------------- | ------------ | -------------------- | ----------------- | ----------------------------- | ---------------------- | ------------ | ---------------- | -------------------------------- |
| Citroën Saxo 1.0i (boîte méca. 5)     | 1996 - 2000  | 4 cylindres en ligne | 954 cm3 (1,0 L)   | 33 kW (45 ch) à 6 000 tr/min  | 73 N m à 3 700 tr/min  | 19,1 s       | 149 km/h         | 6,2 L/100 km 149 g/km            |
| Citroën Saxo 1.1i (boîte méca. 5)     | 1996 - 2003  | 4 cylindres en ligne | 1 124 cm3 (1,1 L) | 44 kW (60 ch) à 6 200 tr/min  | 89 N m à 3 800 tr/min  | 15,3 s       | 164 km/h         | 6,0 L/100 km 155 g/km            |
| Citroën Saxo 1.4i (boîte méca. 5)     | 1996 - 2003  | 4 cylindres en ligne | 1 360 cm3 (1,4 L) | 55 kW (75 ch) à 5 500 tr/min  | 113 N m à 3 400 tr/min | 12,9 s       | 175 km/h         | 6,5 L/100 km 160 g/km            |
| Citroën Saxo 1.4iA (boîte auto. 3)    | 1996 - 2002  | 4 cylindres en ligne | 1 360 cm3 (1,4 L) | 55 kW (75 ch) à 5 500 tr/min  | 113 N m à 3 400 tr/min | 17,0 s       | 166 km/h         | 7,9 L/100 km 195 g/km            |
| Citroën Saxo 1.6i (boîte méca. 5)     | 1996 - 2000  | 4 cylindres en ligne | 1 587 cm3 (1,6 L) | 66 kW (90 ch) à 5 600 tr/min  | 137 N m à 3 000 tr/min | 11,6 s       | 185 km/h         | 7,3 L/100 km 178 g/km            |
| Citroën Saxo 1.6iA (boîte auto. 3)    | 1996 - 2000  | 4 cylindres en ligne | 1 587 cm3 (1,6 L) | 66 kW (90 ch) à 5 600 tr/min  | 137 N m à 3 000 tr/min | 12,4 s       | 176 km/h         | NC L/100 km NC g/km              |
| Citroën Saxo 1.6i (boîte méca. 5)     | 2001 - 2003  | 4 cylindres en ligne | 1 587 cm3 (1,6 L) | 74 kW (100 ch) à 5 700 tr/min | 137 N m à 3 000 tr/min | 10,5 s       | 193 km/h         | 6,7 L/100 km NC g/km             |
| Citroën Saxo 1.6i 16V (boîte méca. 5) | 1996 - 2003  | 4 cylindres en ligne | 1 587 cm3 (1,6 L) | 88 kW (120 ch) à 6 600 tr/min | 147 N m à 5 200 tr/min | 8,7 s        | 205 km/h         | 8,1 L/100 km 194 g/km            |

| Modèle et boîte                   | Production  | Moteur               | Cylindrée         | Puissance                    | Couple                | 0 à 100 km/h | Vitesse maximale | Consommation et émissions de CO2 |
| --------------------------------- | ----------- | -------------------- | ----------------- | ---------------------------- | --------------------- | ------------ | ---------------- | -------------------------------- |
| Citroën Saxo 1.5D (boîte méca. 5) | 1996 - 2003 | 4 cylindres en ligne | 1 527 cm3 (1,5 L) | 43 kW (58 ch) à 5 000 tr/min | 95 N m à 2 250 tr/min | 15,4 s       | 158 km/h         | 5,3 L/100 km 139 g/km            |

## Séries spéciales[6]
- 1996 : Audace
- 1997 : Athena / Exclusive / Monaco (CH)/ Donnay (B)
- 1998 : K-Way / Bic / EastCoast (GB) / Opera (CH) / Nouvelles Frontières
- 1999 : Spot
- 2000 : Furio (B)

- 2001 : Nouvelles Frontières / Tiscali-Liberty Surf / New Morning / Edition Spéciale
- 2002 : Furio
- 2003 : In Black (CH) / Racing (CH) / Luxia / Tattoo (I)

## Modèles spéciaux

### Saxo Kit-Car en compétition

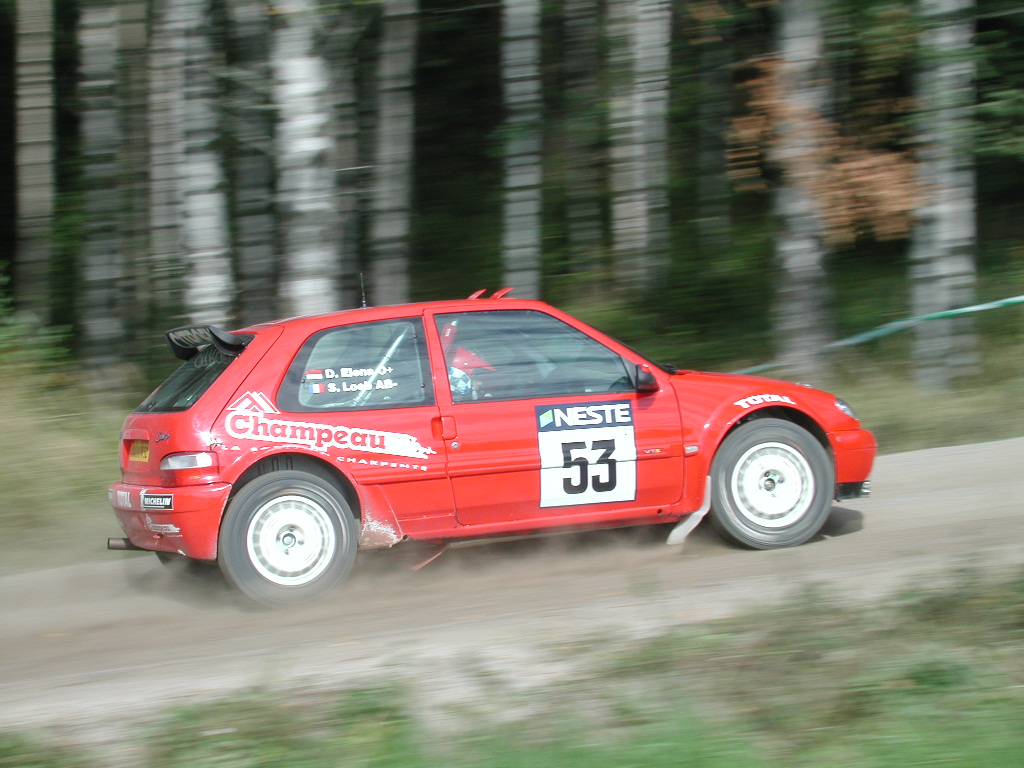
Sébastien Loeb en Saxo S1600.

Citroën a engagé des Saxo Kit-cars, puis Super 1600 en championnat de France des Rallyes et en championnat du monde junior.
L'auto débute en 1997 avec Patrick Magaud. Sébastien Loeb en 2001, puis Daniel Solà en 2002 ont remporté le championnat du monde de rallye junior au volant de la Saxo S1600.

### Version VTS et série spéciale New Morning

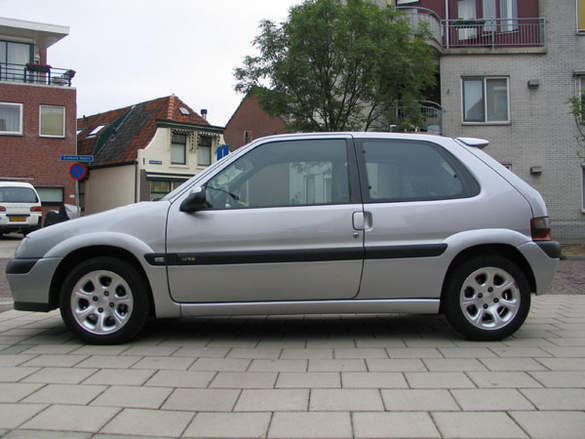
Saxo VTS.

La Saxo VTS est une auto résolument typée sportive, dotée d'un châssis « joueur », de performances intéressantes et jouant particulièrement sur le rapport poids/puissance.
La série spéciale "New Morning" (produite à 1000 exemplaires) se distingue de la VTS par son coloris extérieur « bi-ton » (gris quartz en haut et gris orageux en bas), ainsi que par son intérieur « Efka ». Elle était vendue sensiblement moins cher que la VTS, pour un même niveau d'équipement.
Il existe des versions diesel de la Saxo VTS commercialisés par Citroën Belux (Belgique) et possédant le moteur 1.5D classique : TUD5 de 58 ch.

## Classement dans le système fiscal et assurantiel français
Les plus petits moteurs essence et diesel avaient 4 CV, le moteur 1,4 litre avait 5 et 6 CV, tandis que le 1,6 litre à 8 soupapes n'avait que 6 CV, tandis que le 16 soupapes avait même 8 CV.

### Saxo électrique
La Saxo a eu droit à une version électrique, produite par Heuliez.

## Production
| Année | Volume  |
| ----- | ------- |
| 1995  | 1 100   |
| 1996  | 201 500 |
| 1997  | 276 200 |
| 1998  | 254 700 |
| 1999  | 283 400 |
| 2000  | 289 300 |
| 2001  | 242 800 |
| 2002  | 155 600 |
| 2003  | 59 900  |